# Щепец (верхний приток Великой)
Щепец — река в России, протекает в Островском районе Псковской области. Река имеет исток в Молковском болоте у озера Большое. Устье реки находится в 92 км по правому берегу реки Великой. Длина реки — 43 км, площадь водосборного бассейна — 326 км².

## Данные водного реестра
По данным государственного водного реестра России относится к Балтийскому бассейновому округу, водохозяйственный участок реки — Великая, речной подбассейн реки — подбассейн отсутствует. Относится к речному бассейну реки Нарва (российская часть бассейна).
По данным геоинформационной системы водохозяйственного районирования территории РФ, подготовленной Федеральным агентством водных ресурсов:
- Код водного объекта в государственном водном реестре — 01030000212102000028648
- Код по гидрологической изученности (ГИ) — 102002864
- Код бассейна — 01.03.00.002
- Номер тома по ГИ — 2
- Выпуск по ГИ — 0